# Grèce au Concours Eurovision de la chanson 2019
La Grèce est l'un des quarante et un pays participants du Concours Eurovision de la chanson 2019, qui se déroule à Tel-Aviv en Israël. Le pays est représenté par Katerine Duska et sa chanson Better Love, sélectionnées en interne par le diffuseur grec ERT. Le pays se classe 21e lors de la finale du Concours, recevant 74 points.

## Sélection

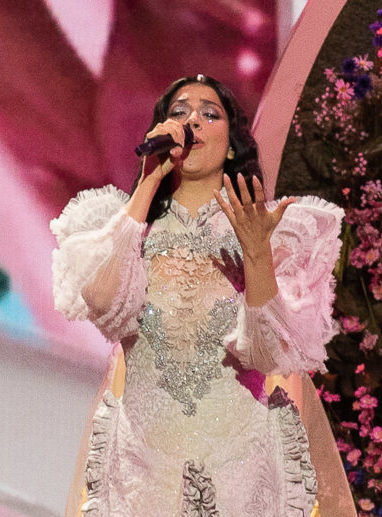
Katerine Duska au Concours Eurovision de la chanson 2019 à Tel Aviv.

Le diffuseur grec ERT a annoncé sa participation à l'Eurovision 2019 le 15 septembre 2018. C'est le 14 février 2019 que le diffuseur annonce que sa représentante, sélectionnée en interne, sera Katerine Duska. Il est annoncé le 18 février 2019 que la chanson s'intitule Better Love. Elle est officiellement présentée le 6 mars 2019.

## À l'Eurovision
La Grèce participe à la première demi-finale, le 14 mai 2019. Le pays s'y classe 5e avec 185 points, se qualifiant donc pour la finale. Lors de celle-ci, la Grèce reçoit 74 points, ce qui la classe 21e.